# HMS Formidable (1940)

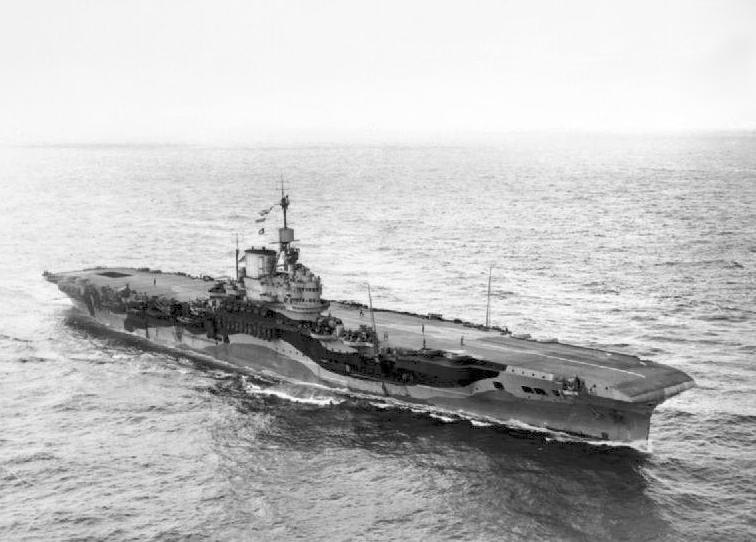
HMS Formidable in 1942

HMS Formidable (67) was een vliegdekschip van de Illustrious–klasse van de Royal Navy. Het schip werd gebouwd bij Harland & Wolff in Belfast. Het werd op 17 augustus 1939 te water gelaten en op 24 november 1940 in dienst gesteld.

## Levensloop
HMS Formidable nam tussen 27 en 29 maart 1941 deel aan de Slag bij Kaap Matapan. Op 26 mei 1941 raakte het schip zwaar beschadigd nadat het was getroffen door twee bommen van 1.100 kilogram. Het schip was zes maanden buiten gevecht gesteld en werd hersteld bij de Norfolk Naval Shipyard, Portsmouth (Virginia). Ze werd voorzien van Grumman Martlet Mk II-jachtvliegtuigen.
In 1942 stak ze de Stille Oceaan over en nam ze korte tijd deel aan de strijd in de Indische Oceaan. In oktober 1942 keerde ze terug naar de Middellandse Zee. Het boordeskader van de Formidable verleende luchtsteun tijdens de Noord-Afrikaanse Veldtocht en de Italiaanse Veldtocht (1943). Vervolgens begeleidde het schip konvooien van en naar de Sovjet-Unie. Op 17 november 1943 brachten vliegtuigen van HMS Formidable de Duitse U-boot U-331 tot zinken.
Op 17 juli 1944 namen Fairey Swordfish torpedobommenwerpers van HMS Formidable deel aan Operatie Mascot, de aanval op het Duitse slagschip Tirpitz. De Formidable nam ook in augustus 1944 in het kader van Operatie Goodwood deel aan de aanval op de Tirpitz.
In 1945 werd de Formidable ingedeeld bij het 1e Eskader vliegkampschepen van de British Pacific Fleet en nam ze deel aan de strijd tegen Japan. Het schip doorstond diverse kamikaze aanvallen tijdens de landingen op Okinawa.
HMS Formidable werd in 1947 van de sterkte afgevoerd, in 1953 voor de sloop verkocht en in 1956 daadwerkelijk gesloopt.